# Judit y Holofernes (Caravaggio)
Judit y Holofernes es un cuadro de inspiración bíblica, de Caravaggio, pintado en 1599. Concretamente está basado en la historia del libro Judit, rechazada por los protestantes, pero que los papas católicos Sixto V y Clemente VIII mantuvieron en la Biblia de 1592.
La pintura muestra al general Holofernes al momento de ser decapitado por Judit, la mujer que lo emborrachó para evitar que atacara su ciudad. Provocaba reacciones de horror y sorpresa entre los visitantes de su primera sede, pues Caravaggio logró dotar a la obra de gran realismo y crudeza. Judit se muestra de pie, majestuosa e impertérrita, mientras que su criada, quien le ha proporcionado la espada, está nerviosa y al acecho de lo que pueda pasar. Los efectos de la obra serían recreados más tarde por las versiones de Artemisia Gentileschi (Judit decapitando a Holofernes, 1620) y Francisco de Goya (Judit y Holofernes, de 1820).
Recientemente se ha encontrado otra versión del tema cerca de Toulouse, Francia, atribuida al gran maestro italiano.